# Ana Viktorija Puljiz
Ana Viktorija Puljiz (Split, 1. siječnja 2002.), hrvatska judašica. 
Europska kadetska prvakinja lipnja 2017., sudionica svjetskoga prvenstva za kadetkinje kolovoza 2017. godine u Čileu. Na Olimpijskim igrama mladih u Buenos Airesu 2018. godine osvojila je brončanu medalju.Na Europskom olimpijskom festivalu u Baku 2019. godine ,Puljiz je osvojila prvu mjesto. Puljiz u osvaja i treće mjesto na Europskom juniorskom prventsvu 2020. godine, treće mjesto na Europskom juniorskom prvenstvu 2021. Godine, treće mjesto na Grand prix Zagreb 2021. Godine, prvo mjesto na Europskom mlađeseniorskom prvenstvu 2021. godine. Dva puta osvaja nagradu Dražen Petrović.